# Zhiying Zeng

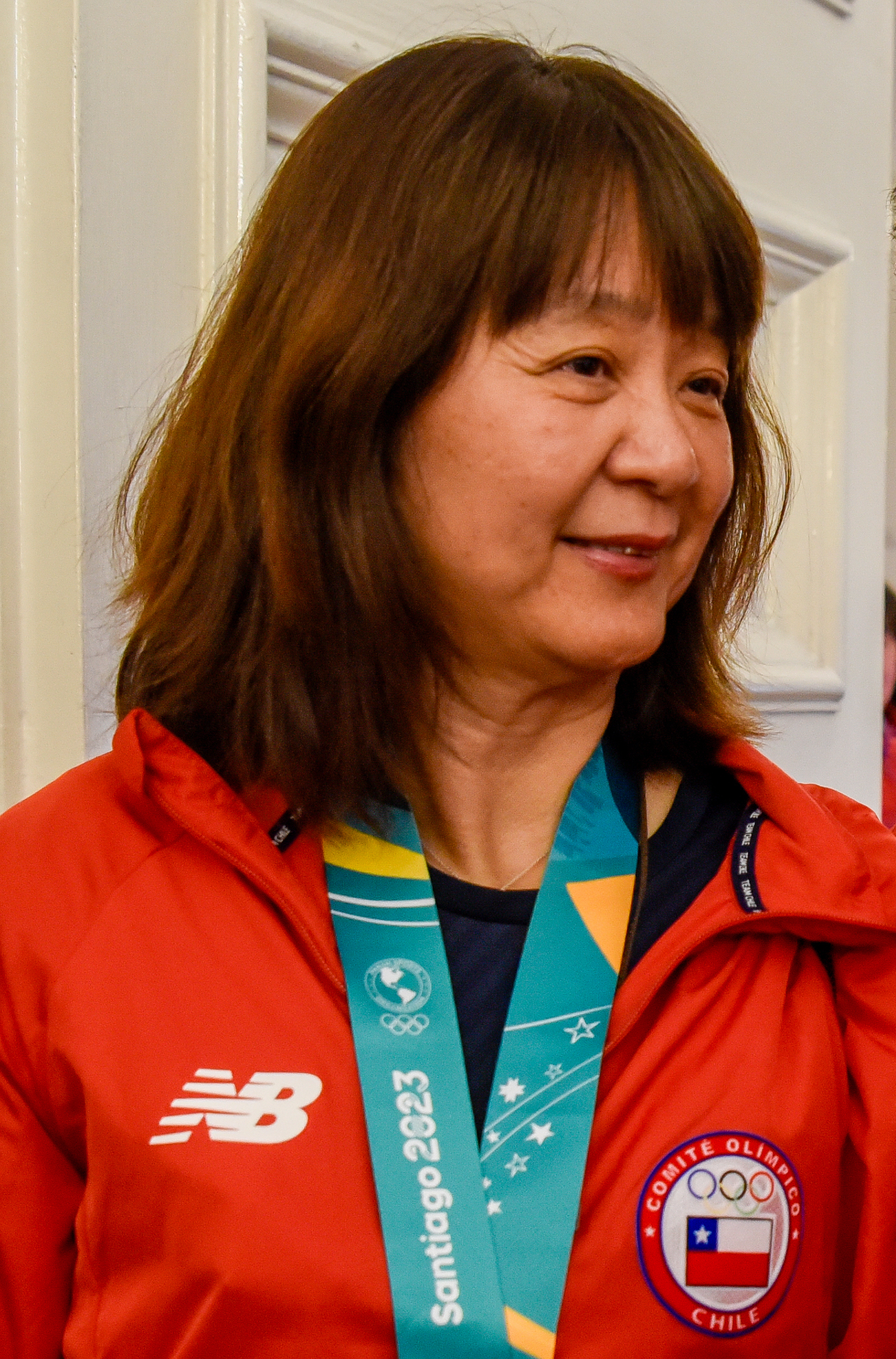
Zhiying Zeng (2023)

Zhiying „Tania“ Zeng (chinesisch 曾志英; geboren 17. Juli 1966 in Guangzhou) ist eine chinesisch-chilenische Tischtennisspielerin. Sie startete bei den Olympischen Spielen 2024 in Paris für Chile und gab somit im Alter von 58 Jahren ihr olympisches Debüt.

## Werdegang
Die Mutter von Zhiying Zeng war Tischtennistrainerin, und Zeng wuchs in der Nähe eines Sportkomplexes auf. Bis zum Alter von neun Jahren wurde sie von ihrer Mutter trainiert, bis sie mit elf Jahren von einer Elitesportakademie aufgenommen wurde. Obwohl sie 1983 für die chinesische Nationalmannschaft nominiert worden war, hörte sie 1986, mit 20 Jahren, auf, professionell Tischtennis zu spielen. Später gab die Abwehrspielerin als Grund für ihren Rückzug die damals neueingeführte „Zweifarbenregel“ an, nach der beide Seiten des Schlägers verschiedene Farben haben mussten; das habe ihr Spiel nachhaltig beeinträchtigt.
Zeng nahm ein Angebot an, in Chile als Tischtennis-Trainerin für Schüler zu arbeiten, bevor sie sich ganz aus dem Sport zurückzog. Sie eröffnete in Iquique, wo sie heute (2024) lebt, ein Möbelgeschäft. 2004 und 2005 unterbrach sie ihre Pause vom Tischtennis, um ihren Sohn für den Sport zu begeistern.
Während der COVID-19-Pandemie wurde der Lockdown in Chile streng gehandhabt. Um aktiv zu bleiben, kaufte sich Zhiying, die in Chile auch „Tania“ genannt wird, eine Tischtennis-Platte und fing nach 40 Jahren wieder an zu spielen, allein. Sie nahm an lokalen Turnieren teil und spielte sich hoch bis zu den besten Tischtennis-Spielern von Südamerika. Bei den Südamerika-Meisterschaften 2023 im Tischtennis errang sie Gold mit dem Team sowie jeweils Silber im Einzel und im Doppel. Im selben Jahr nahm sie an den Panamerikanischen Spielen in Santiago teil und gewann mit dem Frauenteam eine Bronzemedaille. Sie führte die chilenische Rangliste an und avancierte als „tía Tania“ („Tante Tania“), aber auch als „abuela del ping-pong“ („Ping-Pong-Großmutter“) zum Publikumsliebling. Sie selbst akzeptiert diese Beinamen als Zeichen der Zuneigung.
Zhiying Zeng qualifizierte sich für die Olympischen Spiele 2024 in Paris, wo sie in der Vorrunde der Libanesin Mariana Sahakian unterlag.
Später im Jahr wurde Zeng von der BBC in die Liste der 100 einflussreichsten Frauen der Welt aufgenommen.